# Mont-Saint-Sulpice
Mont-Saint-Sulpice è un comune francese di 791 abitanti situato nel dipartimento della Yonne nella regione della Borgogna-Franca Contea.

## Società

### Evoluzione demografica
Abitanti censiti